# Conus abrolhosensis
Espèce
Conus abrolhosensis est une espèce de mollusques gastéropodes marins de la famille des Conidae.
Comme toutes les espèces du genre Conus, ces escargots sont prédateurs et venimeux. Ils sont capables de « piquer » les humains et doivent donc être manipulés avec précaution, voire pas du tout.

## Description
La coquille est petite pour le genre, de forme biconique, spire élevée ; whorl du corps brillant, poli, sculpté avec de nombreux cordons spiralés en relief ; les cordons spiralés deviennent plus forts à l'extrémité antérieure ; épaule à angle aigu, carénée ; carène coronée sur la spire, les coronations devenant moins développées et obsolètes sur la dernière moitié du whorl du corps ; ouverture étroite, couleur de la coquille variable, allant de l'orange (holotype) au blanc et au bleu-violet ; holotype avec des taches blanches éparses autour du milieu du corps et de l'extrémité antérieure ; verticilles de spire de l'holotype orange foncé avec des flammules blanches de forme ovale régulièrement espacées autour du bord de la périphérie ; sur les spécimens blancs et violets, spire brun foncé, avec le même motif de flammules blanches régulièrement espacées ; 
protoconque large, mamillaire ; périostracum mince, translucide, lisse, avec une rangée de petites touffes le long de la carène de l'épaule et de la carène de la spire qui correspondent aux carinaisons de l'épaule.
La taille de la coquille varie entre 11 mm et 30 mm.

## Distribution
Locus typicus : Au large de la parcelle das Paredes, archipel des Abrolhos, 
.
État de Bahia, Brésil."

Cette espèce marine d'escargot à cône est présente dans la mer des Caraïbes et au large de l'Archipel des Abrolhos, à l'est du Brésil.

## Taxonomie

### Publication originale
L'espèce Conus abrolhosensis a été décrite pour la première fois en 1987 par le malacologiste américain Edward James Petuch dans la publication intitulée « Charlottesville, Virginia: The Coastal Education and Research Foundation »,.

### Synonymes
- Conus (Dauciconus) abrolhosensis Petuch, 1987 · appellation alternative
- Conus baiano Coltro, 2004 · non accepté
- Poremskiconus abrolhosensis (Petuch, 1987) · non accepté

### Identifiants taxinomiques
Chaque taxon catalogué par les bases de données biologiques et taxonomiques possède un identifiant qui permet d'établir un point de référence. Les identifiants de Conus abrolhosensis dans les principales bases sont les suivants :
CoL : XWTY - GBIF : 6511058 - IRMNG : 11892379 - TAXREF : 150715 - 